# To tha X-Treme
To tha X-Treme è il terzo album del rapper statunitense Devin the Dude, pubblicato nel 2004 dalla Rap-A-Lot Records.
| Recensione | Giudizio |
| ---------- | -------- |
| AllMusic   | positivo |

## Tracce
| #  | Titolo                      | Autore/i testo                        | Featuring     | Durata |
| -- | --------------------------- | ------------------------------------- | ------------- | ------ |
| 1  | "Devin's Medley"            |                                       |               | 0:57   |
| 2  | "To Tha X-Treme"            | Buchanan, Copeland                    |               | 6:17   |
| 3  | "Cooter Brown"              | Bank, Copeland                        |               | 4:28   |
| 4  | "What?"                     | Cohn, Copeland                        |               | 3:24   |
| 5  | "Freak"                     | Copeland, Gilmour                     |               | 3:38   |
| 6  | "Right Now"                 | Copeland                              |               | 5:34   |
| 7  | "Too Cute"                  | Baker, Copeland, McQueen, Perry, Poye | Erica Marion  | 5:08   |
| 8  | "Don't Go"                  | Copeland, Dean, Moore                 |               | 4:07   |
| 9  | "Come on & Come"            | Copeland, Hobbs                       |               | 4:35   |
| 10 | "Go Fight Some Other Crime" | Buchanan, Copeland, Moore             |               | 5:18   |
| 11 | "Briarpatch"                | Copeland, McQueen, Poye               |               | 5:47   |
| 12 | "She Was Gone"              | Copeland, Jefferson                   |               | 4:50   |
| 13 | "Anythang"                  | Copeland, Moore                       |               | 5:41   |
| 14 | "Tha Funk"                  | Copeland, Poye, Smith                 | 8Ball         | 5:05   |
| 15 | "Motha"                     | Copeland, Poye                        |               | 4:55   |
| 16 | "Party"                     | Brown, Copeland, Cross                | KB, Man Child | 3:48   |
| 17 | "Unity"                     | Copeland, Dean                        |               | 4:20   |

## Classifiche settimanali
| Classifica (2004)         | Posizione massima |
| ------------------------- | ----------------- |
| Stati Uniti               | 55                |
| US Top R&B/Hip-Hop Albums | 6                 |